# Baccarat (virksomhed)
 Denne artikel omhandler en virksomhed. Opslagsordet har også en anden betydning, se Baccarat.
Baccarat er en fransk producent af krystalglas. Virksomheden er beliggende i Paris.
| Frankrig | Spire Denne artikel om et firma eller en virksomhed i Frankrig er en spire som bør udbygges. Du er velkommen til at hjælpe Wikipedia ved at udvide den. |

1. ↑  Navnet er anført på engelsk og stammer fra Wikidata hvor navnet endnu ikke findes på dansk.